# Saint-Germain-près-Herment
Saint-Germain-près-Herment è un comune francese di 81 abitanti situato nel dipartimento del Puy-de-Dôme nella regione dell'Alvernia-Rodano-Alpi.

## Società

### Evoluzione demografica
Abitanti censiti